# Brózik Klára
Brózik Klára (Budapest, 1980. október 23. –) magyar színésznő.

## Életpályája
Gyerekként balett-táncos szeretett volna lenni. Tamásiban töltötte gyermekkorát és 1999-ben itt is érettségizett a Béri Balogh Ádám Gimnáziumban. A színészetet a Gór Nagy Mária Színitanodában tanulta. 2007-ben jelentkezett a Berzsenyi Dániel Főiskola andragógia-film szakirányára. Első szerepét a Madách Színházban kapta. Rendszeresen fellépett a Centrál Színházban is. Stylistként is bemutatkozott már, hiszen a Musical szerelmesei című produkció színpadi ruháit ő állította össze.
2011-ben, hét év után búcsút intett a Jóban Rosszban stábjának - szerepe szerint (Margit) öngyilkosságot kísérelt meg - a valóságban azonban ekkor New Yorkba utazott nyelvet tanulni. 2012-ben a The Voice – Magyarország hangja művészeti asszisztense lett, miután elvégezte a TV2 Akadémiát.

## Színházi szerepei
- Anthony Marriott–Alistair Foot: Csak semmi szexet, kérem...! - Susan
- Beaumarchais: Figaro házassága - Suzanne
- Tolcsvay László: Isten pénze - Fanny
- Ken Kesey–Dale Wassermann: Kakukkfészek - Flinn nővér
- Békés Pál: A kétbalkezes varázsló - Csikorgó Csőkorgó
- Mese habbal - Ginny
- Lázár Ervin: Négyszögletű kerekerdő - avagy a játéknak soha nincs vége - Kiscsillag
- Tóth Eszter–Bornai Tibor: Website story
- P. Szabó István: Délután[2]

## Tévéfilmjei
- Tea (2002–2003)
- Történetek az elveszett birodalomból (2005)
- Jóban Rosszban (2005-2011[3])